# Eugenio Monti
Eugenio Monti (Dobbiaco, 23 de enero de 1928-Belluno, 1 de diciembre de 2003) fue un deportista italiano que compitió en bobsleigh en las modalidades doble y cuádruple.
Participó en tres Juegos Olímpicos de Invierno entre los años 1956 y 1968, obteniendo un total de seis medallas: dos platas en Cortina d'Ampezzo 1956, dos bronces en Innsbruck 1964 y dos oros en Grenoble 1968. Ganó diez medallas en el Campeonato Mundial de Bobsleigh entre los años 1957 y 1966.

## Palmarés internacional
| Juegos Olímpicos   | Juegos Olímpicos             | Juegos Olímpicos  | Juegos Olímpicos |
| Año                | Lugar                        | Medalla           | Prueba           |
| ------------------ | ---------------------------- | ----------------- | ---------------- |
| 1956               | Cortina d'Ampezzo (Italia)   | Medalla de plata  | Doble            |
| 1956               | Cortina d'Ampezzo (Italia)   | Medalla de plata  | Cuádruple        |
| 1964               | Innsbruck (Austria)          | Medalla de bronce | Doble            |
| 1964               | Innsbruck (Austria)          | Medalla de bronce | Cuádruple        |
| 1968               | Grenoble (Francia)           | Medalla de oro    | Doble            |
| 1968               | Grenoble (Francia)           | Medalla de oro    | Cuádruple        |
| Campeonato Mundial |                              |                   |                  |
| Año                | Lugar                        | Medalla           | Prueba           |
| 1957               | Sankt Moritz (Suiza)         | Medalla de oro    | Doble            |
| 1957               | Sankt Moritz (Suiza)         | Medalla de plata  | Cuádruple        |
| 1958               | Garmisch-Partenkirchen (RFA) | Medalla de oro    | Doble            |
| 1959               | Sankt Moritz (Suiza)         | Medalla de oro    | Doble            |
| 1960               | Cortina d'Ampezzo (Italia)   | Medalla de oro    | Doble            |
| 1960               | Cortina d'Ampezzo (Italia)   | Medalla de oro    | Cuádruple        |
| 1961               | Lake Placid (Estados Unidos) | Medalla de oro    | Doble            |
| 1961               | Lake Placid (Estados Unidos) | Medalla de oro    | Cuádruple        |
| 1963               | Igls (Austria)               | Medalla de oro    | Doble            |
| 1966               | Cortina d'Ampezzo (Italia)   | Medalla de oro    | Doble            |